# Verrières (Puy-de-Dôme)
Verrières – miejscowość i gmina we Francji, w regionie Owernia-Rodan-Alpy, w departamencie Puy-de-Dôme.
Według danych na rok 1990 gminę zamieszkiwało 47 osób, a gęstość zaludnienia wynosiła 14 osób/km² (wśród 1310 gmin Owernii Verrières plasuje się na 783. miejscu pod względem liczby ludności, natomiast pod względem powierzchni na miejscu 1029.).